# Медолюб кімберлійський
Медолюб кімберлійський (Territornis fordiana) — вид горобцеподібних птахів родини медолюбових (Meliphagidae). Ендемік Австралії. Вид названий на честь австралійського хіміка і орнітолога Джуліана Ральфа Форда (1932-1987). Раніше вважався підвидом білобородого медолюба, однак був визнаний окремим видом.

## Опис
Кімберлійські медолюби є схожими на білобородих медолюбів, верхня частина тіла у них сіра, нижня частина тіла білувата, на грудях сірі смуги. Очі сірі, дзьоб чорний, відносно довгий, вигнутий донизу. Під очима білі смуги, під дзьобом широкі чорні "вуса". Птахи відрізняються від білобородих медолюбів відсутністю жовтих країв на махових і стернових перах, а також відсутністю жовтувато-кремового відтінку на боках, животі і нижніх покривних перах крил.

## Поширення і екологія
Білобороді медолюби мешкають в регіоні Кімберлі в Західній Австралії. Вони живуть в мусонних тропічних лісах, зокрема в евкаліптових і мелалеукових лісах. Сезон розмноження триває з серпня по січень. Гніздо глибоке, чашоподібне, робиться з рослинних волокон і павутиння. В кладці 2 рожевих яйця, поцяткованих червонуватими або коричневими плямами.